# Makarkinia
Makarkinia is een uitgestorven geslacht van netvleugeligen, behorende tot de familie der Kalligrammatidae. Het geslacht werd voor het eerst beschreven door Martins-Neto in 1997, naar een fossiel dat gevonden werd in Brazilië. Het geslacht bestaat uit twee soorten, die allebei voorkwamen in het Krijt. Het geslacht is vooral bekend omdat het de grootste vleugelspanwijdte had van alle levende en uitgestorven netvleugeligen.

## Geschiedenis en classificatie
De eerste keer dat Makarkinia wetenschappelijk werd beschreven, was naar een gefossiliseerde vleugel die aangetroffen werd in lagen zacht sedimentair gesteente. Deze enkele vleugel was bewaard gebleven als compressiefossiel. Net als veel andere uitstekend bewaard gebleven gefossiliseerde insecten werd dit Makarkinia-exemplaar gevonden in de Braziliaanse Crato-formatie, een rotsformatie die gevormd werd in het Boven-Aptien. Deze rotsformatie bestaat uit onaangetast grijs en geoxideerd geel kalksteen, en is een Lagerstätte, waar talloze prehistorische insecten, vissen, vogels en reptielen bewaard in zijn gebleven. Onderzoek wijst uit dat het gebied in prehistorische tijden een meer was, alhoewel het verder onbekend is of het om een zoet- of zoutwatermeer ging. De diepte die wordt toegeschreven aan het meer wisselt in de wetenschappelijke literatuur van ondiep tot vrij diep. Het meer ontstond ten tijde van het supercontinent Gondwana en lag ver van de kust af, bijna in het midden van Gondwana. Het meer ontstond gedurende het begin van een periode van diversificatie van bedektzadigen.
Het holotype-exemplaar van M. adamsi werd bewaard in de paleontologische verzameling van het Nationaal Museum van Brazilië toen het voor het eerst bestudeerd werd. Het fossiel werd voor het eerst in 1992 door R.G. Martins-Neto beschreven in een wetenschappelijke studie over fossielen van netvleugeligen in de Crato-formatie. In eerste instantie werd het fossiel door deze onderzoeker ingedeeld in de uitgestorven familie der Panfiloviidae, onder de soortnaam Panfilovia adamsi. Martins-Neto veranderde deze classificatie in 1997 en deelde de soort in in een nieuw geslacht, Makarkinia, en een nieuwe onderfamilie, "Makarkiniinae". Wel bleef deze nieuwe onderfamilie ingedeeld in de Panfiloviidae. Drie jaar later werd deze nieuwe onderfamilie door Martins-Neto één taxonomische stap omhoog gehaald en hernoemd naar de familie der Makarkiniidae, hoewel deze veranderde indeling uiteindelijk niet wijd en zijd gebruikt werd. In 2003 stelden de paleontologen Vladimir Makarkin en Bruce Archibalds voor dat het geslacht mogelijk nauw verwant was aan de familie der Kalligrammatidae. Uiteindelijk werd het geslacht dan ook in 2016 door Günter Bechly en Vladimir Makarkin in deze familie ingedeeld.
De tweede soort die tot dit geslacht behoort, M. kerneri, is bekend van één enkel holotype-exemplaar dat ten tijde van de eerste wetenschappelijke beschrijving bewaard werd in het Naturmuseum Senckenberg. Dit fossiel werd voor het eerst bestudeerd door Günter Bechly en Vladimir Makarkin, die de soort wereldkundig maakten in 2016, in een wetenschappelijke studie over het Krijt. Ze vernoemden de soort naar Andreas Kerner, de oorspronkelijke eigenaar van het fossiel voordat hij het aan het Naturmuseum Senckenberg schonk.

## Omschrijving
Makarkinia is het enige geslacht der Kalligrammatidae dat afkomstig is uit Amerika. De andere geslachten die tot deze familie behoren, zijn allen beschreven naar fossielen afkomstig uit Eurazië. Wel kwam Makarkinia, net als de andere Kalligrammatidae, alleen voor in subtropische en tropische leefomgevingen. Verder wijzen de kleurpatronen op het fossiel erop dat het insect overdag actief was. De achtervleugels waren bezet met grote oogvormige tekeningen, die bedoeld waren om het gevaar van bejaging door andere dieren te verminderen. Het geslacht is het jongste lid van de familie der Kalligrammatidae: het tijdvak waarin het geslacht voorkwam, ligt net na het uitsterven in het onder-Aptien van de laatste, uit China afkomstige, Euraziatische geslachten der Kalligrammatidae. Tevens had Makarkinia de grootste vleugelspanwijdte van alle levende en uitgestorven netvleugeligen. De maximale geschatte vleugelspanwijdte van het dier was zo'n 160 millimeter.
Makarkinia-soorten kunnen worden onderscheiden van andere geslachten aan kleine subcostale adertjes die zichtbaar naar de vleugelpunten toewijzen. Deze adertjes lopen uiteen in één tot vier vertakkingen. De achtervleugels hebben een kenmerkende oogvormige vlek op het midden van de vleugel, die omringd wordt door drie concentrische (om elkaar heen liggende) cirkels.

### M. adamsi
De holotypevleugel is slechts gedeeltelijk bewaard gebleven. Mogelijk gaat het om een voorvleugel, maar het exemplaar is niet volledig genoeg om dat definitief te bevestigen. De geschatte vleugelspanwijdte is ongeveer 140 tot 160 millimeter.

### M. kerneri
De grootte van het bewaard gebleven deel van achtervleugel van M. kerneri is 78 millimeter, en met een geschatte totale grootte van 100-120 millimeter kleiner dan die van M. adamsi. De costale ader is behoorlijk dik op het punt waar de vleugel aan het lijfje gehecht is, en wordt langzaam smaller richting de vleugelpunt. De subcostale adertjes, achter de costa, buigen naar de vleugelpunt toe en liggen vrij ver uit elkaar. Tussen de grote vleugeladers lopen op het grootste gedeelte van de vleugel kleinere verbindingsadertjes, behalve tussen de aders op het uiteinde van de vleugel. De vleugel is bedekt met een laag setae, die heel dik is op de buitenste randen en de grote aders. De laag setae is dunner en gerangschikt in drie rijen op de smallere aders die over de lengte lopen en op de verbindingsadertjes. Het vleugelmembraan is bedekt met setae die dunner worden richting de vleugelpunten. De vleugel is getekend met een oogvormige vlek die een diameter van 11 millimeter heeft, een aantal donkerdere overlangse strepen, en een donker kleur aan de kant van de vleugel die het eerst wind vangt.